# Para-Leichtathletik-Weltmeisterschaften 2002
Die Para-Leichtathletik-Weltmeisterschaften 2002 (auch Leichtathletik-Weltmeisterschaften der Behinderten) waren die dritten Para-Leichtathletik-Weltmeisterschaften und wurden vom 20. bis 28. Juli 2002 im Stadium Lille Métropole der nordfranzösischen Stadt Villeneuve-d’Ascq in der Metropolregion Lille ausgetragen.
Großbritannien war die erfolgreichste Nation mit 31 Medaillen (davon 13 in Gold), gefolgt von Kanada, Australien, den USA, und Gastgeber Frankreich erzielte 27 Medaillen.

## Historie
Da 1997 schon die traditionsreichen Jeux Nationaux de l’Avenir Handisport (JNAH) in Villeneuve-d’Ascq ausgetragen worden waren, fragte der Präsident des Französischen Behindertensportverbandes (Fédération Française Handisport – FFH) beim Bürgermeister von Villeneuve-d’Ascq an, ob die Stadt die Leichtathletik-Weltmeisterschaften der Behinderten 2002 ausrichten wolle. Der Bürgermeister ging auf diesen Vorschlag ein, und im März 1999 bewarb sich die Stadt, woraufhin ein Organisationskomitee unter Führung des FFH noch im selben Jahr die Arbeit aufnahm.
Organisiert wurden die Weltmeisterschaften 2002 vom Internationalen Paralympischen Komitee (IPC), dem FFH und dem Comité Régional Olympique et Sportif (CROS), die bei der Durchführung von ungefähr 3000 freiwilligen Helfern unterstützt wurden.
Nach den Sommer-Paralympics sind die Weltmeisterschaften das zweitgrößte sportliche Ereignis im Behindertensport und waren für Frankreich das wichtigste jemals auszutragende, mit erwarteten 1200 Athletinnen und Athleten aus 80 Ländern.

## Teilnehmende Nationen
1130 Athletinnen und Athleten aus 75 Nationen konkurrierten bei 206 Medaillenentscheidungen.
| - Ägypten - Algerien - Angola - Argentinien - Aserbaidschan - Australien - Brunei - Belgien - Bosnien und Herzegowina - Brasilien - Bulgarien - Dänemark - Deutschland (50) - Elfenbeinküste - Estland - Finnland - Frankreich - Griechenland - Großbritannien - Hongkong - Indien - Iran - Irland - Island - Israel | - Italien - Jamaika - Japan - Jordanien (2) - Kanada - Katar - Kenia - Kolumbien - Kroatien - Kuba - Kuwait - Lettland - Litauen - Malaysia - Marokko - Mauritius - Mexiko - Neuseeland - Niederlande - Norwegen - Österreich (14) - Palästina - Polen - Portugal - Puerto Rico | - Russland - Schweden - Schweiz (13) - Senegal - Simbabwe - Slowakei - Slowenien - Spanien - Sri Lanka - Südafrika - Südkorea - Taiwan - Thailand - Tschechien - Türkei - Tunesien - Ukraine - Ungarn - Uruguay - USA - Venezuela - Vereinigte Arabische Emirate - VR China - Belarus - Zypern |